# The Hornettes
The Hornettes est un groupe de pop allemand.

## Histoire
Les Hornettes sont fondés en 1979 avec Gitta Walther, Dagmar Hellberg, Lucy Neale (aka Lucy O’Day) et Christina Harrison. À l'exception de Hellberg, ils étaient auparavant membres du groupe Love Generation, dissous en 1978. Dans cette formation, les Hornettes n'enregistrent que le single Stop / Not Too Young produit par Rainer Pietsch.
Hellberg part en 1980. Linda G. Thompson prend sa place. Gitta Walther et elle étaient avec les Cornely Singers. Le quatuor participe au concours préliminaire de l'Allemagne au Concours Eurovision de la chanson 1981 avec la chanson Mannequin composée par Ralph Siegel et écrite par Bernd Meinunger et obtient la deuxième place. Elle est celle qui a le plus de succès avec une 27e place du Deutsche Singlecharts. La même année, le titre Waikiki Tamouré, également produit par Ralph Siegel, se place dans le Deutsche Singlecharts pendant six semaines, mais n'a atteint que la 52e pla e. En 1982, le premier album We Are On The Way-O sort chez Jupiter Records.
Le quatuor participe au concours préliminaire de l'Autriche au Concours Eurovision de la chanson 1983 avec Hello, Mr. Radio et a la troisième place. Neale et Harrison quittent le quatuor en 1985 et sont remplacées par Freya Wippich et Jackie Carter. En 1993, Carter quitte la formation et a une carrière solo. En tant que trio, les Hornettes sortnent les albums Holiday und Welterfolge en 1994, produits par Jürgen Marcus.

## Source de la traduction
- (de) Cet article est partiellement ou en totalité issu de l’article de Wikipédia en allemand intitulé « The Hornettes » (voir la liste des auteurs).